# Alfa Romeo Giulietta
Este artigo é sobre o primeiro Giulietta. Para o Giulietta da década de 1970, veja Alfa Romeo Giulietta (nuova). Para o carro familiar de 2010, veja Alfa Romeo Giulietta (2010).
O Alfa Romeo Giulietta é um automóvel construído pela construtora italiana Alfa Romeo.
Foi produzido de 1954 a 1962.

## Motores
| Modelo          | Disposição | Potência         | Velocidade máx.     |
| --------------- | ---------- | ---------------- | ------------------- |
| Berlina         | 1290 cc    | 62 hp (46,2 kW)  | 142 km/h (88,2 mph) |
| Giulietta T.I.  | 1290 cc    | 74 hp (55,2 kW)  | 156 km/h (96,9 mph) |
| Sprint          | 1290 cc    | 80 hp (59,7 kW)  | 142 km/h (88,2 mph) |
| Sprint Veloce   | 1290 cc    | 90 hp (67,1 kW)  | 180 km/h (112 mph)  |
| Sprint Speciale | 1290 cc    | 100 hp (74,6 kW) | 190 km/h (118 mph)  |
| Sprint Zagato   | 1290 cc    | 100 hp (74,6 kW) | 190 km/h (118 mph)  |